# Naddo Ceccarelli

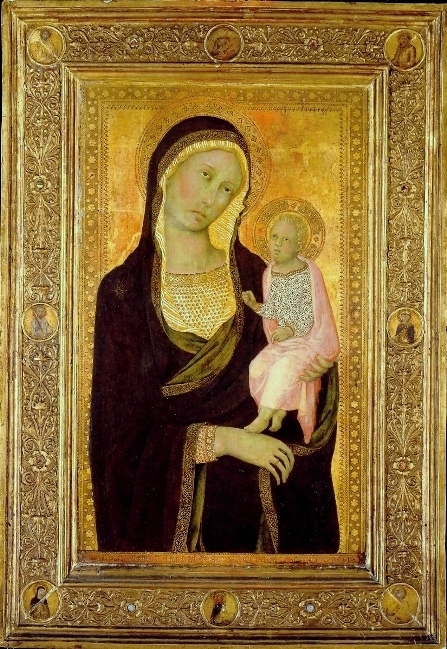
Naddo Ceccarelli, Madonna z Dzieciątkiem, ok. 1347

Naddo Ceccarelli (daty życia nieznane) – włoski malarz tworzący w stylu przejściowym pomiędzy gotykiem a najwcześniejszą fazą odrodzenia (trecento) pomiędzy 1325 a 1350 rokiem, przedstawiciel szkoły sieneńskiej.

## Twórczość
Prawdopodobnie był uczniem Simone Martiniego, którego wpływ silnie widoczny jest w przypisywanych mu dziełach.
Znane są jedynie dwa malowidła o jego poświadczonym inskrypcją autorstwie, Martwy Chrystus (w wiedeńskich zbiorach Lichtenstein Museum) i Madonna z Dzieciątkiem (prywatna kolekcja w Richmond).
Do obrazów przypisywanych Ceccarelliemu ze względu na analogie stylu należą dwie wersje Madonny z Dzieciątkiem i czterema świętymi (Pinacoteca Nazionale w Sienie i Chrysler Museum of Art, Norfolk, Wirginia) i kilka przedstawień tematu Ukrzyżowania (między innymi w  Fitzwiliam Museum w Cambridge i Walters Museum of Art), Zwiastowanie i Pokłon Trzech Króli (Musee des Beaux Arts, Tours).